# Novo-Ogaryovo
Novo-Ogariovo (en russe : Ново-Огарёво) est une grande propriété située dans le district (raïon) d'Odintsovo dans l'oblast de Moscou à l'ouest de la capitale russe. 
Le bâtiment sert de résidence officielle au président de la fédération de Russie depuis l'an 2000. 
Elle se trouve à 12 kilomètres du MKAD par la Rioubliovka (A106), près du village d'Oussovo (ru).
Elle est entourée par une forêt de pins et se trouve entre la route de Rioublovo-Ouspenskoïe (ou A106 dite Roublevka) et la Moskova. Elle est gardée par le Service fédéral de protection de la fédération de Russie (ru) (FSO).

## Histoire
Le bâtiment des maîtres fut construit par son premier propriétaire, le grand-duc Serge, à la fin du XIXe siècle. La maison et les communs sont construits en style néo-gothique anglais très en vogue à l’époque. La maison principale ressemble à un petit château médiéval et est entouré d’un parc à l’anglaise.
La résidence actuelle fut reconstruite dans la première moitié des années 1950 sur les fondations de ce château néo-médiéval à la demande de Gueorgui Malenkov. C'est sa fille qui en est l’architecte, mais ni l’un ni l’autre n’eurent le temps d’y demeurer : en effet, les travaux de construction étaient en cours lorsque Malenkov fut démis de ses fonctions en 1955. Ce lieu fut ensuite utilisé comme gosdacha (littéralement datcha d’État), c'est-à-dire comme maison de vacances utilisée pour héberger les invités haut placés du régime soviétique et les délégations étrangères pour des réceptions officielles et comme lieu de travail de divers comités gouvernementaux.
Il s'agit en fait d’un complexe résidentiel de trois demeures qui se jouxtent : 
- Novo-Ogariovo ;
- Ogariovo-2 (propriété de l’Église avant la Révolution de 1917) où a longtemps habité Ivan Kapitonov (ru), secrétaire du parti communiste soviétique ;
- Ogariovo-3, ancienne maison de campagne de la fin du XIXe siècle qui fut occupée par Podgorny, président du Soviet suprême.

Depuis 1990 (sous Gorbatchev) elle sert de résidence gouvernementale puis présidentielle. Elle fut peu utilisée pendant la présidence de Boris Eltsine jusqu'à sa rénovation par Vladimir Poutine en l’an 2000.
Un mur de six mètres de haut entoure la résidence. Durant les deux premiers mandats de Vladimir Poutine (2000–2008), d’autres datchas de luxe commencèrent à être construites dans le voisinage, notamment à Oussovo-Plus où habitent des membres de sa sécurité. 
Bien que dévolue au président, Vladimir Poutine conserva la résidence de Novo-Ogaryovo en 2008 après avoir été nommé Premier ministre.
La résidence de Novo-Ogariovo dispose d’un héliport, d’une piscine, de diverses salles de sport, d’une écurie et d’un poulailler.

## Résidence quotidienne du président russe
Novo-Ogariovo se trouve à 25 kilomètres à l’ouest du Kremlin et en octobre 2012 Vladimir Poutine annonça son intention de travailler le plus souvent possible en semaine à Novo-Ogariovo afin d’éviter les déplacements réguliers dans Moscou confronté quotidiennement à d'importants bouchons de circulation.
À partir de 2013 il se rend au Kremlin en hélicoptère.